# Prairie du Sac
Prairie du Sac é uma vila localizada no estado norte-americano de Wisconsin, no Condado de Sauk.

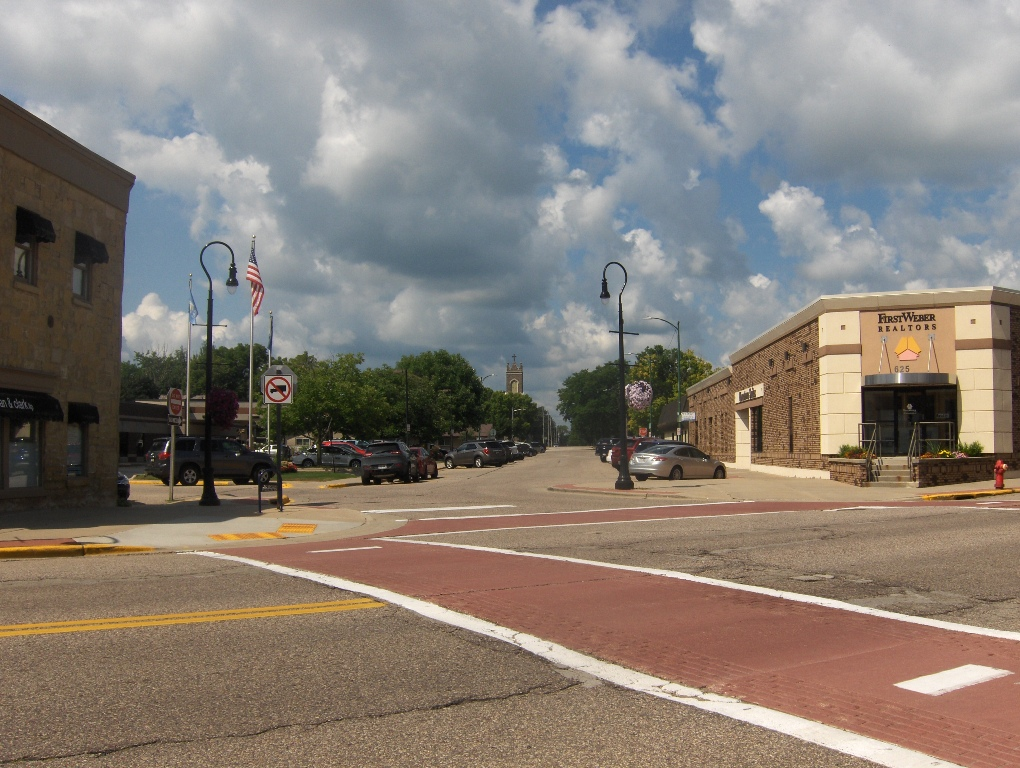
Galena St., Prairie du Sac

## Demografia
Segundo o censo norte-americano de 2000, a sua população era de 3231 habitantes.
Em 2006, foi estimada uma população de 3537, um aumento de 306 (9.5%).

## Geografia
De acordo com o United States Census Bureau tem uma área de
3,7 km², dos quais 3,4 km² cobertos por terra e 0,3 km² cobertos por água.

## Localidades na vizinhança
O diagrama seguinte representa as localidades num raio de 20 km ao redor de Prairie du Sac.